# 愛奧尼斯·卡波季斯第亞斯
愛奧尼斯·安東尼歐斯·卡波季斯第亞斯伯爵（希臘語：Κόμης Ιωάννης Αντώνιος Καποδίστριας，1776年2月11日—1831年10月9日），是希臘政治家，現代希臘國父，出生於愛奧尼亞群島上的克基拉島，後於俄羅斯帝國任職外交大臣，之後領導希臘獨立戰爭、並成為希臘第一共和國的第一位總統，直到1831年被刺殺身亡。

## 早期
1795年到1797年在帕多瓦大學修讀法學、哲學和醫學。1800年至1807年，他在俄國保護愛奧尼亞群島期間所成立的色普丁蘇拉共和國裡擔任國務卿。接著也進入俄國外交部門服務，並成為俄國在維也納會議代表團的一員。
1816年，他與尼賽羅德伯爵一起成為沙皇亞歷山大一世的外交大臣，負責處理與近東有關的事務。在1817年，他首次有機會成為友誼社的領導人(第二次機會發生在1820年)。友誼社是1814年創立於敖德薩的秘密革命團體，準備在希臘發動革命。
卡波季斯第亞斯認為這個計畫不切實際，因此拒絕領導這個團體，並勸告友誼社社員先按兵不動，因為依當時情勢來看，俄國與土耳其開戰勢難避免，而希臘則有希望在戰後獲得某種程度的自治地位。
在1822年希臘獨立戰爭爆發後，卡波季斯第亞斯在日內瓦辭去在沙皇政府的職位，希望能為希臘的獨立盡一份力。

## 出任總統
靠著他傑出的外交手腕，加上與解放鬥爭中各股複雜的政治勢力都能維持一段距離，被多數希臘人視為最大公約數、調和鼎鼐的不二人選，使他順利在1827年當上希臘獨立後的第一任總統。卡波季斯第亞斯初任總統時，面臨以下兩大難題：希臘的獨立並未受到歐洲各國的廣泛承認，少數同情希臘的列強也未給予正式的承認；希臘正式的國土也尚未被界定下來。經過種種努力之後，卡波季斯第亞斯成為這個新興國家基礎建設的主要動力，更透過高明的外交，取得了讓多數希臘人滿意的國土範圍。
卡波季斯第亞斯採行父家長式的權威領導來統治、建設國家，讓占多數人口的農民感到滿意，但是其他參與獨立戰爭的領袖們卻對他的不少措施感到不滿，包刮廢除托爾真的民主憲法、成立一個由他獨斷的泛希臘小組委員會（以取代國民大會）等。許多的措施都招致傳統菁英的反感與仇視，因為這些菁英希望重拾獨立戰爭前所享有的高度影響力和權力，故反對卡波季斯第亞斯的中央集權，並起身反抗他的威權統治。

## 遇刺
1831年10月，當他步入教堂之時，被政敵的兄弟和兒子們刺殺身亡，結束他短短四年的總統任期。